# Lagerstroemia micrantha
Lagerstroemia micrantha är en fackelblomsväxtart som beskrevs av Elmer Drew Merrill. Lagerstroemia micrantha ingår i släktet Lagerstroemia och familjen fackelblomsväxter. Inga underarter finns listade i Catalogue of Life.